# Iglesia de Nuestra Señora, Estrella del Mar y San Maughold
La Iglesia de Nuestra Señora, Estrella del Mar y San Maughold (en inglés: Church of Our Lady, Star of the Sea, and Saint Maughold), es un edificio religioso que está afiliado a la Iglesia Católica y está ubicado en Dale Street, en Ramsey la segunda ciudad más grande de la Isla de Man.
El templo sigue el rito romano o latino y está bajo la administración de la Diócesis Católica de Liverpool (Archidioecesis Liverpolitanus) con sede en el Reino Unido. El nombre de San Maughold se refiere a un santo católico que murió en 498.
Su historia se remonta a 1893 cuando se inauguró una pequeña capilla. Con el tiempo se empezaron a recaudar más fondos y una nueva iglesia basada en el diseño de Giles Gilbert Scott en 1909, para ser completada al año siguiente. El retablo de la iglesia fue creado por Frances Bessie Burlison.
Es uno de los Edificios registrados de la Isla de Man.